# Фенелла Вулгар
Фенелла Вулгар (англ. Fenella Woolgar; народилась 4 серпня 1969 року у Лондоні, Велика Британія)  — англійська акторка кіно і театру, відома за роллю Агати у фільмі «Золота молодь» Стівена Фрая, а також участю у фільмах Вуді Аллена, Стівена Фрірза, Майка Лі та проектах BBC Radio 4 .

## Життєпис
Фенелла Вулгар народилася у Лондоні, Велика Британія, донька Майкла Вулгара та Морін МакКанн. В дитинстві Вулгар деякий час жила з батьками у м. Нью-Кейнен, Коннектикут. Навчалась у католицькій школі Mayfield Convent, згодом в Даремському університеті та Королівській академії драматичного мистецтва, яку закінчила у 1999 році .
З 2006 року одружена із Робертом Гарландом, має троє дітей.

## Кар'єра
У 2002 році отримала роль Агати у фільмі Стівена Фрая «Золота молодь». За цю роль акторка була номінована на кілька престижних нагород, серед яких «Найкраща актриса другого плану» Премії Лондонського гуртка кінокритиків та «Найкраща багатообіцяюча актриса» British Independent Film Awards.
За час своєї акторської кар'єри Фенелла Вулгар озвучила понад десять аудіокниг . У вільний від роботи час акторка малює картини в жанрі портретного живопису .

## Фільмографія

### Кіно
| Фільми | Фільми                             | Фільми                             | Фільми            |
| Рік    | Українською мовою                  | Мовою оригіналу                    | Роль              |
| ------ | ---------------------------------- | ---------------------------------- | ----------------- |
| 2017   | Вікторія та Абдул                  | Victoria & Abdul                   | міс Філіпс        |
| 2016   | Ластівки і амазонки                | Swallows and Amazons               | міс Краммок       |
| 2016   | Віскі вдосталь!                    | Whisky Galore!                     | Доллі             |
| 2014   | Містер Тернер                      | Mr. Turner                         | леді Істлейк      |
| 2012   | Хороший день для весілля           | Cheerful Weather for the Wedding   | Ненсі Дейкін      |
| 2010   | Ти зустрінеш таємничого незнайомця | You Will Meet a Tall Dark Stranger | Джейн             |
| 2007   | Однокласниці                       | St Trinian's                       | міс Клівер        |
| 2006   | Сенсація                           | Scoop                              | Джейн Кук         |
| 2005   | Вау-Вау                            | Wah-Wah                            | Джун Бротон       |
| 2004   | Віра Дрейк                         | Vera Drake                         | повірниця Сюзанни |
| 2004   | Краса по-англійськи                | Stage Beauty                       | леді Мерсвейл     |
| 2003   | Золота молодь                      | Bright Young Things                | Агата             |
| 2002   | АКА                                | AKA                                | Сара              |

### Телебачення
| Телесеріали | Телесеріали                              | Телесеріали                                 | Телесеріали               |
| Рік         | Українською мовою                        | Мовою оригіналу                             | Роль                      |
| ----------- | ---------------------------------------- | ------------------------------------------- | ------------------------- |
| 2023        | Мисливиці                                | The Buccaneers                              | леді Брайтлінгсі          |
| 2018        | Викликайте акушерку                      | Call the Midwife                            | сестра Хільда             |
| 2018        | Суто англійські вбивства                 | Midsomer Murders: Till Death Do Us Part     | Гейзел Вебстер            |
| 2018        | Всередині девятого номера                | Inside No. 9                                | Джун                      |
| 2017        | Шарлатани                                | Quacks                                      | леді Кемпбел              |
| 2017        | Куртизанки                               | Harlots                                     | леді Рептон               |
| 2017        | Алкіон                                   | The Halcyon                                 | леді Ашворт               |
| 2016        | Домашні вогнища                          | Home Fires                                  | Елісон Скотлок            |
| 2016        | Війна і мир                              | War & Peace                                 | Катерина «Катіш» Курагіна |
| 2013        | Шпигуни Варшави                          | Spies of Warsaw                             | леді Анджела Гоуп         |
| 2011        | Злочини минулого                         | Case Histories                              | Амелія Ленд               |
| 2011        | Шовк                                     | Silk                                        | Венді Форд                |
| 2010        | Пуаро Агати Крісті: Вечірка на Геловін   | Agatha Christie's Poirot: Hallowe'en Party  | міс Віттакер              |
| 2008        | Доктор Хто                               | Doctor Who                                  | Агата Крісті              |
| 2007        | Джекілл                                  | Jekyll                                      | Мін                       |
| 2004        | Він так і знав                           | He knew he was right                        | Арабелла Френч            |
| 2001        | Mr Charity                               | Mr Charity                                  | леді Софі                 |
| 2001        | Дороги які ми обираємо                   | The way we live now                         | леді Джулія Монограм      |
| 2001        | Люди як ми                               | People like us                              | Місіс Ватсон              |
| 2000        | Пуаро Агати Крісті: Смерть лорда Еджвара | Agatha Christie's Poirot: Lord Edgware Dies | Еліс                      |